# Bernd Schulz
Bernd Schulz (ur. 12 lutego 1960) – niemiecki piłkarz występujący na pozycji napastnika, reprezentant NRD.

## Życiorys
Jego pierwszym klubem był BSG Aktivist Welzow, gdzie juniorem był do 1975. Następnie grał w juniorskich drużynach BFC Dynamo. W 1979 został przesunięty do pierwszej drużyny. W DDR-Oberlidze zadebiutował 18 sierpnia w wygranym 3:0 spotkaniu z FC Karl-Marx-Stadt, w którym zdobył bramkę. Z klubem dziewięć sezonów z rzędu (1980–1988) zdobył mistrzostwo NRD. W latach 1984–1985 trzykrotnie wystąpił w reprezentacji NRD, zdobywając bramkę w towarzyskim spotkaniu z Algierią.
W spotkaniu Dynama z Lokomotive Lipsk w sezonie 1985/1986, w 95. minucie po wątpliwym faulu na nim sędzia Bernd Stumpf podyktował kontrowersyjny rzut karny. Ta sytuacja stała się znana jako karny wstydu, a Stumpf za swoją decyzję został zawieszony.
Na początku 1990 został zawodnikiem PFV Bergmann-Borsig. W trakcie sezonu 1990/1991 został piłkarzem Unionu Berlin. W 1991 wrócił do Bergmann-Borsig. W 1993 został piłkarzem SV Bau-Union Berlin, a rok później objął stanowisko grającego trenera. Piastował je do 1999.

## Statystyki ligowe
| Sezon         | Klub                | Liga         | Mecze | Gole |
| ------------- | ------------------- | ------------ | ----- | ---- |
| 1979/1980     | BFC Dynamo          | DDR-Oberliga | 24    | 4    |
| 1980/1981     | BFC Dynamo          | DDR-Oberliga | 23    | 13   |
| 1981/1982     | BFC Dynamo          | DDR-Oberliga | 21    | 6    |
| 1982/1983     | BFC Dynamo          | DDR-Oberliga | 20    | 2    |
| 1983/1984     | BFC Dynamo          | DDR-Oberliga | 26    | 10   |
| 1984/1985     | BFC Dynamo          | DDR-Oberliga | 20    | 4    |
| 1985/1986     | BFC Dynamo          | DDR-Oberliga | 25    | 4    |
| 1986/1987     | BFC Dynamo          | DDR-Oberliga | 12    | 1    |
| 1987/1988     | BFC Dynamo          | DDR-Oberliga | 24    | 0    |
| 1988/1989     | BFC Dynamo          | DDR-Oberliga | 14    | 2    |
| 1989/1990 (j) | BFC Dynamo          | DDR-Oberliga | 8     | 0    |
| 1989/1990 (w) | PFV Bergmann-Borsig | DDR-Liga     | 13    | 3    |
| 1990/1991 (j) | PFV Bergmann-Borsig | DDR-Liga     | 3     | 0    |
| 1990/1991     | 1. FC Union Berlin  | DDR-Liga     | 16    | 4    |
| 1991/1992     | PFV Bergmann-Borsig | Oberliga     | 32    | 9    |
| 1992/1993     | PFV Bergmann-Borsig | Oberliga     | 26    | 4    |